# Liliana Durán
Liliana Durán Leal (Elda, Alicante, España, 2 de mayo de 1932-Isla de Margarita, Venezuela, 24 de agosto de 2006) fue una actriz española que trabajó en la Época de oro del cine mexicano y luego, a fines de la década de 1950, viajó a Venezuela y trabajó en la televisión y el cine, donde logró su consagración definitiva.

## Biografía
Liliana Durán Leal nace el 2 de mayo de 1932 en Elda, Alicante, España siendo hija de Expósito Durán, quien había sido gobernador de Gerona por la CNT, además de asesor del movimiento sindical en el área de comunicaciones.
Cuando las cosas se les complican en España, luego de la guerra civil, los Durán deciden exiliarse y llegan a México y, es en ese país, en donde Liliana debuta en el cine en 1950 con un papel secundario en la cinta Donde nacen los pobres, protagonizada por Abel Salazar y Amanda del Llano; enseguida el director de esa película, José Díaz Morales, le asigna un papel de mayor peso en La malcasada (1950) convirtiéndose este en su mecenas dentro del cine mexicano al trabajar con él en 7 cintas, de las cuales la de mayor éxito fue Salón de belleza (1951, con un reparto que incluía a Emilio Tuero, Rita Macedo, Andrea Palma y la diva teatral María Douglas). Otras películas en las que participó y que tenían buen reparto fueron: Noche de perdición (1951, con Rosa Carmina), La mentira (1952, con Marga López y Jorge Mistral) y Prefiero a tu Papa...! (1952, con Fernando Soler, Emilia Guiú, Joaquín Cordero, Delia Magaña, Amelia Wilhelmy, Yolanda Varela y Blanca de Castejón).
Paradójicamente sus tres últimas cintas dentro del cine mexicano son por las que más se le recuerda en el país azteca, dos de ellas dirigidas por el fantástico director Rogelio A. González y protagonizadas por el indiscutible ídolo Pedro Infante: El mil amores (1954, en donde también trabajaban Joaquín Pardavé y Rosita Quintana) y Escuela de vagabundos (1955, una de las mejores comedias de la historia del cine mexicano y en donde Liliana se luce como Patty, la chica que coquetea con el personaje de Infante, ante el enojo de la eternamente bella Miroslava). Su última cinta en México fue El sultán descalzo (1956)  al lado de otro grande del cine mexicano: Germán Valdés “Tin-Tan”.
Hacia finales de los años 50, luego de haber tenido un romance significativo con el poeta español afincado en México Luis Rius, Liliana terminaría casándose con el publicista mexicano Eduardo Quintanilla y ambos viajan a Venezuela. En ese país sudamericano ella alcanzaría su consagración como actriz y tuvo oportunidad de compartir con figuras que marcarían época en la historia de la televisión venezolana durante las siguientes tres décadas como lo son Doris Wells, Marina Baura, América Barrios, Tomás Henríquez, Carlos Márquez, Julio Alcázar, Orlando Urdaneta, Paúl Antillano y Héctor Hernández Vera, entre otros; en inolvidables producciones dramáticas de Radio Caracas Televisión donde, debido a su talento, en más de una ocasión la llevó a convertirse en villana televisiva. Entre dichas producciones podemos citar a las telenovelas ¿Qué pasó con Jacqueline?, La usupardora, Raquel, Alejandra y Estefanía.
Los últimos trabajos que realizó Liliana Durán en su carrera fueron La mujer prohibida en 1991 y Peligrosa en 1994 (ambas para la cadena televisiva Venevisión) y, luego, se retiró de la escena para radicarse en la Isla de Margarita.

## Filmografía

### Cine
- Donde nacen los pobres (1950)
- La malcasada (1950)
- ¡Tacos, joven! (1950)
- La tienda de la esquina (1951) ... Consuelo
- Noche de perdición (1951) ... Margarita
- Salón de belleza (1951) ... Elisa Manci
- El dinero no es la vida (1952) ... Carola
- La mentira (1952)
- ¡Prefiero a tu papá...! (1952) ... Leonora
- La segunda mujer (1953) ... Rosaura
- Venganza en el circo (1954) ... Betty
- Sandunga para tres (1954) ... “La güera” Leonor
- El mil amores (1954) ... Marilú
- Escuela de vagabundos (1955) ... Patricia “Patty” Vértiz
- El sultán descalzo (1956) ... Pancha
- Papalepe (1957) ... Raquel Bértola
- El reportero (1968)
- Los corrompidos (1971) ... Renée
- Cuando quiero llorar no lloro (1973)
- Macho y hembra (1984) ... Teresa
- Ifigenia (1986)

### Televisión

#### Telenovelas
- La telenovela Camay (RCTV, 1954-1956)
- El bastardo (Canal 11 de Televisión, 1966)
- Mi secreto me condena (Canal 11 de Televisión, 1967)
- Del altar a la tumba (Telesistema Mexicano, 1969) ... Antonia
- Cristina (RCTV, 1970) ... Iris
- Encrucijada (Telesistema Mexicano, 1970) ... Lidia
- Simplemente María (Cadena Venezolana de Televisión, 1970-1971)
- La inolvidable (Cadena Venezolana de Televisión, 1971)
- La usurpadora (RCTV, 1971-1972) ... Isolda
- Volver a vivir (Cadena Venezolana de Televisión, 1972) ... Irma
- Indio (Cadena Venezolana de Televisión, 1972-1973) ... Andrea
- María Soledad (Cadena Venezolana de Televisión, 1973)
- Aquella mujer (Cadena Venezolana de Televisión, 1973)
- Raquel (RCTV, 1973-1975) ... Verónica
- Valentina (RCTV, 1975-1976)... “La Tundra”
- Alejandra (RCTV, 1976)
- Resurrección (RCTV, 1977)
- Estefanía (RCTV, 1979-1980) ... Carmela
- El esposo de Anaís (RCTV, 1980)
- Muñequita (RCTV, 1980)
- Marielena (RCTV, 1980-1981)
- Angelito (RCTV, 1981)
- La hija de nadie (RCTV, 1981-1982) ... Miss Janet
- Jugando a vivir (RCTV, 1982) ... Bertha
- ¿Qué pasó con Jacqueline? (RCTV, 1982)
- Kapricho, S.A. (RCTV, 1982)
- Días de Infamia (RCTV, 1983)
- Cantaré para ti (Venevisión, 1985)
- Enamorada (Venevisión, 1986) ... Laura Acevedo de Fernández
- Siempre hay un mañana (Venevisión y Producciones Generales, S.A. (Progesa), 1986)
- Su otro amor (Venevisión y Producciones Generales, S.A. (Progesa), 1986)
- Amor de Abril (Venevisión, 1988)
- La mujer prohibida (Venevisión, 1991) ... Flora Martínez
- Peligrosa (Venevisión, 1994-1995) ... Leandra de Amengual

#### Series y Miniseries
- La Comadre (RCTV, 1981)

## Teatro
- Los lunáticos
- Esperando al italiano